# Netichyn
Netichyn (en ukrainien : Нетішин) ou Netechine (en russe : Нетешин) est une ville de l'oblast de Khmelnytskyï, en Ukraine. Sa population s'élevait à 35 191 habitants en 2024.

## Géographie
Netichyn est située sur la rivière Horyn, à 104 km au sud de Khmelnytsky.

## Histoire
Netichyn n'a d'abord été qu'un simple village, connu depuis 1542. Dans les années 1980, il est devenu la ville des travailleurs de la Centrale nucléaire de Khmelnitski, située à 3 km au sud de la ville et mise en service en 1988. Netichyn a le statut de ville depuis 1984.

## Population
Recensements (*) ou estimations de la population :
| 1989*  | 2001*  | 2011   | 2012   | 2013   | 2014   |
| ------ | ------ | ------ | ------ | ------ | ------ |
| 28 906 | 34 340 | 36 257 | 36 474 | 36 741 | 36 844 |